# Distretto di Kumluca
Il distretto di Kumluca (in turco Kumluca ilçesi) è uno dei distretti della provincia di Adalia, in Turchia.
Al distretto di Kumluca appartengono, oltre il capoluogo di Kumluca, il grande insediamento di Mavikent e il villaggio di Karaöz (insediamento di case di vacanza), situati entrambi direttamente sul mare. Attraverso questa zona passa il percorso della via Licia da Fethiye ad Antalya.
In montagna, il distretto si estende oltre Kemer verso Antalya nel Parco nazionale dell'Olympos. Lì si trova fra l'altro la città di Altınyaka (con allevamenti di trote e ristoranti) e nelle vicinanze una città antica (Saraycık / Kita Aura) presso Gölcük, e interessanti formazioni geologiche (vulcaniche). Il fiume Alakır Çayı, che è arginato a monte della città di Kumluca in montagna dalla diga di Alakır, scorre attraverso quest'area. L'intero distretto comprende oltre 100 villaggi in 24 villaggi principali.